# Renault Symbol

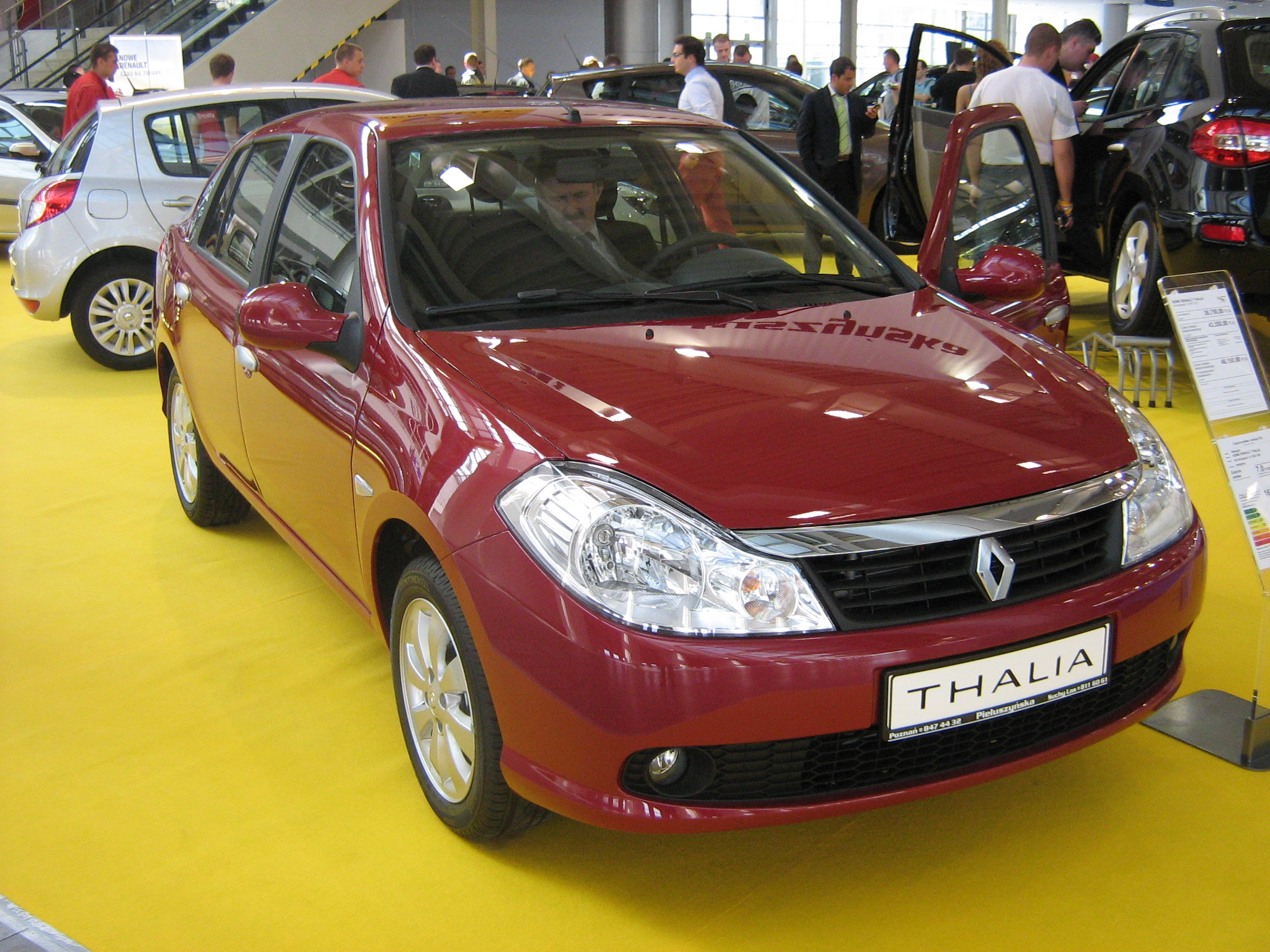
Tweede generatie Renault Thalia (2009)

De Renault Symbol, of Thalia op sommige markten, is een compacte auto geproduceerd door de Franse autofabrikant Renault. Het model werd eind 1999 geïntroduceerd onder de naam Clio Symbol, als de sedanversie van de tweede generatie Renault Clio, en in tegenstelling tot de hatchback werd het model alleen op de markt gebracht in die landen waar sedans traditioneel de voorkeur hadden boven hatchbacks, terwijl het model niet beschikbaar was in West-Europa.
De tweede generatie heeft een ander ontwerp dan de derde generatie Clio en is gebouwd op het platform van de eerste generatie. Een derde generatie werd eind 2012 geïntroduceerd als een gerebadgede versie van de tweede generatie Dacia Logan sedan, deze was enkel nog op de Turkse, enkele Noord-Afrikaanse en Zuid-Amerikaanse markten verkrijgbaar.
De belangrijkste markten zijn Centraal- en Oost-Europa, Latijns-Amerika, de Maghreb en de Perzische Golfstaten, met name landen als Turkije, Brazilië, Roemenië, Rusland, Algerije, Colombia en Tunesië.

## Eerste generatie (1999-2008)

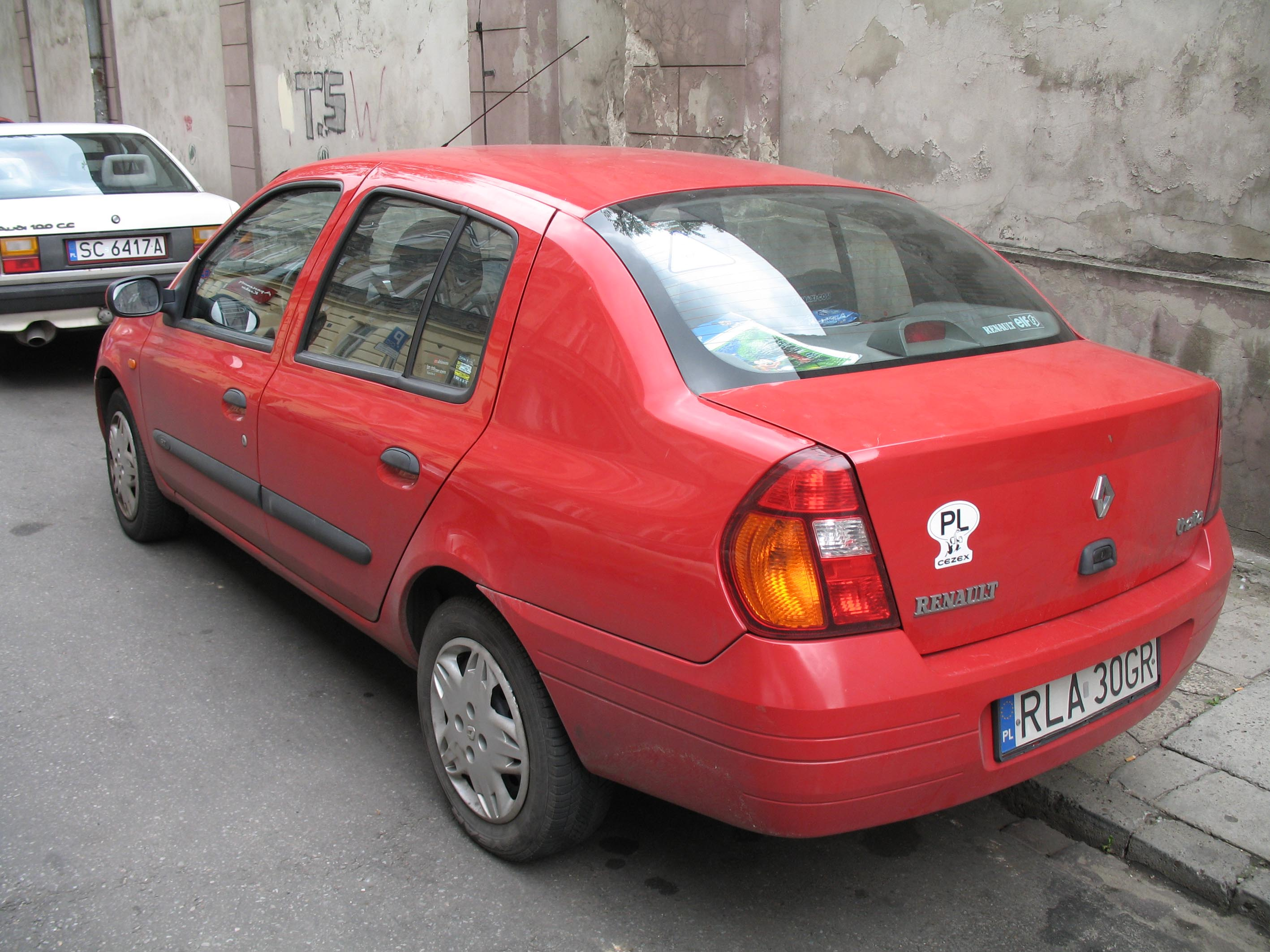
Eerste generatie Renault Thalia (1999)

Eind 1999 begon in Turkije de productie van de Clio Symbol als de sedanversie of van de tweede generatie Clio. Het model werd vervolgens ook gelanceerd in andere landen onder verschillende namen, afhankelijk van de markt: Clio Symbol, Thalia, Clio Sedan, Clio 4 Puertas, Symbol of Clio Classic. De auto was bedoeld opkomende markten, waar sedans traditioneel de voorkeur hadden boven hatchbacks, met name in Oost-Europa. Op sommige Latijns-Amerikaanse markten, zoals Chili en Mexico, werd het gefacelifte model aangeboden als Nissan Platina, met kleine veranderingen aan de voorzijde van de auto om het model meer op de Nissan Altima te doen lijken. De sedan was 38 cm langer dan de hatchback en had een grotere kofferruimte van 510 liter.
De belangrijkste productielocatie van het model was de Oyak-Renault-fabriek in Bursa, Turkije, waar de productie in 1999 begon. Wereldwijd werd het ook gebouwd vanaf 2000 Argentinië in de fabriek in Santa Isabel, Córdoba, in Brazilië in het Ayrton Senna-complex in Sao José dos Pinhais, nabij Curitiba, en sinds 2001 in Colombia bij Sofasa. In 2002 begon de assemblage in Mexico, gerebadged als Nissan Platina, bij de Nissan Mexicana-fabriek in Aguascalientes. Gedurende een korte periode, tussen eind 2002 en 2004, werd het model ook geassembleerd in Rusland door Avtoframos. De Platina verviel na het modeljaar 2010 en werd in de Mexicaanse fabriek en binnen het Nissan-programma vervangen door de March.
In het begin was hij verkrijgbaar met slechts twee motoropties in Europa: een 1,4 liter 8-kleppen (75 pk, 114 Nm) of een 1,4-liter 16-kleppen (98 pk, 127 Nm) benzinemotor, beide met multipoint-injectie. In Argentinië werd het model gebouwd met een 1.6 liter 16-kleppen benzinemotor (100 pk) en een 1.9 liter diesel (65 pk, zonder turbo), in Colombia met de 1.4 liter 8-kleppen en in Brazilië met ofwel de 1.6 liter 16-kleppen of met een 1.0 16-kleppen benzinemotor (70 pk). Aanvankelijke uitrustingsaanduidingen waren RN (RNA, RND) en RT (RTE, RTD), maar later ontvingen ze namen als Authentique, Expression, Dynamique, Alizé, Privilège etc.

### Facelift

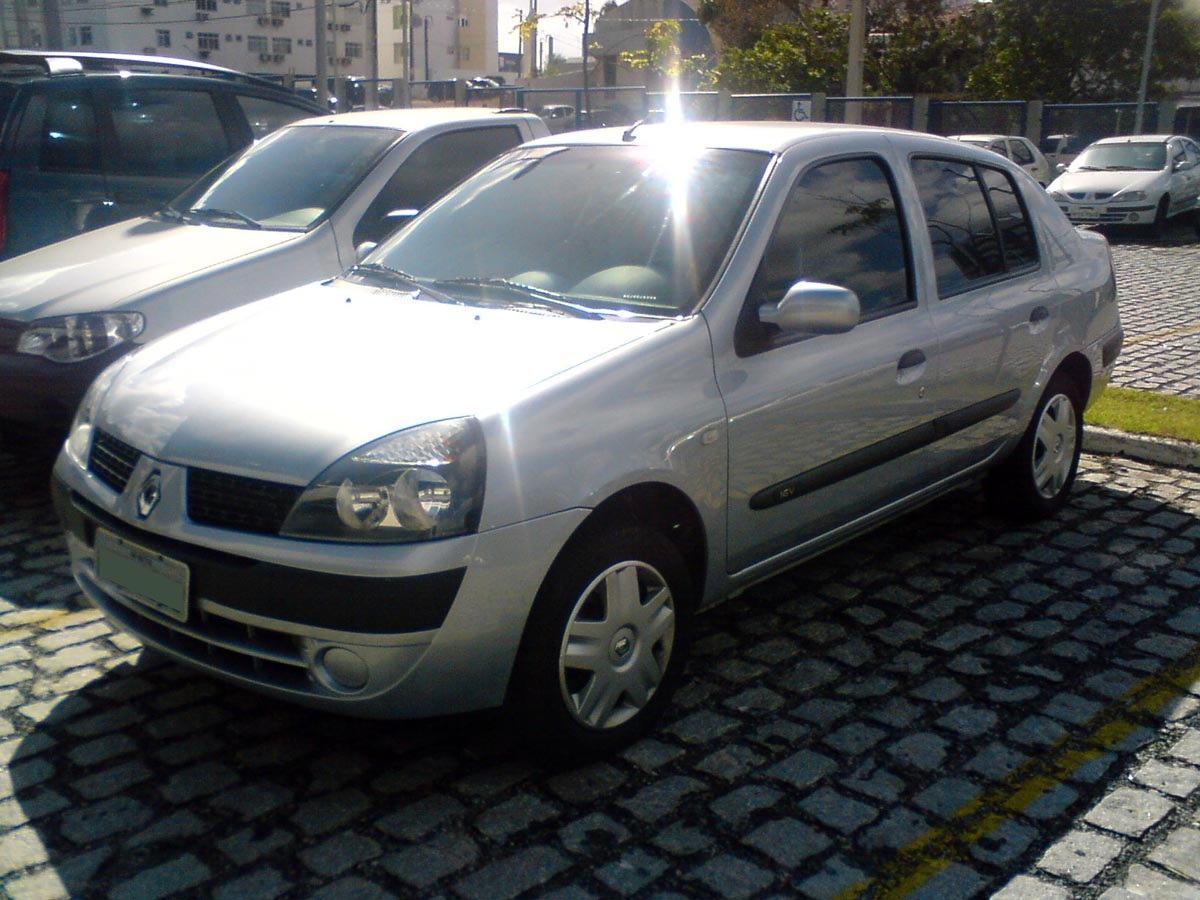
Renault Symbol facelift (2002)

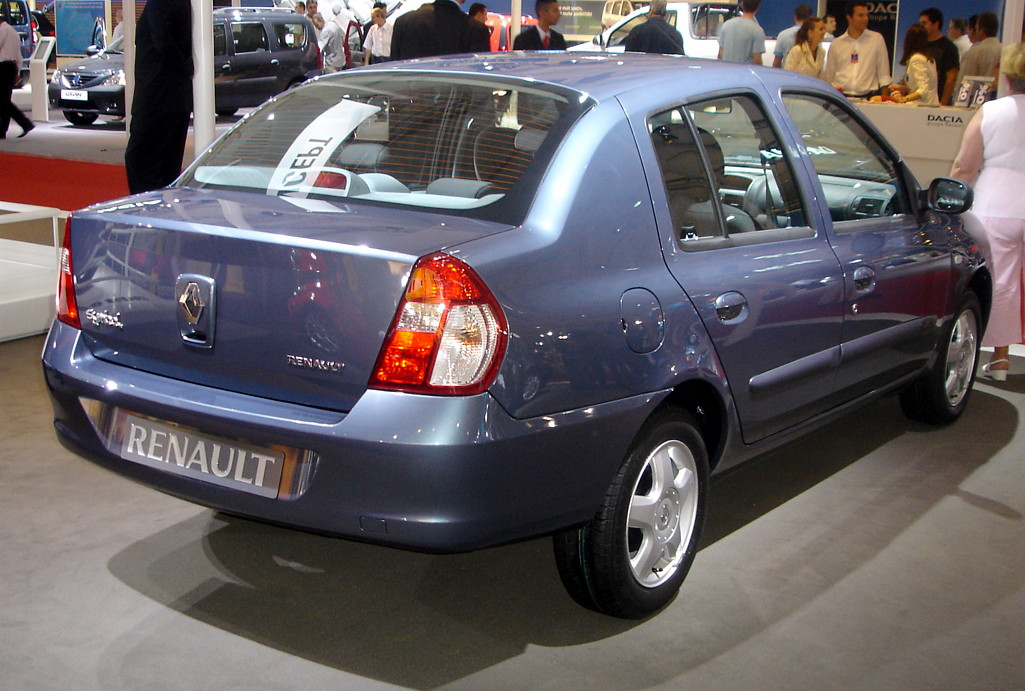
Renault Symbol (2007)

Het model werd gefacelift in maart 2002 met een nieuwe voorkant van de Clio, zwarte lijsten op de bumpers, lichtjes herzien interieur (elektrische raambediening verplaatst van de middenconsole naar de deuren, het stuur kreeg een nieuw ontwerp) en verbeterde veiligheidsuitrusting.
Er werden ook nieuwe motoren toegevoegd: een 1,5-liter diesel (65 pk, 160 Nm) en de 1.6-liter 16-kleppen benzine (105 pk, 148 Nm) in Europa, die alleen beschikbaar was met het Dynamique-uitrustingsniveau. Gedurende de volgende jaren werden twee andere versies van de dCi-motor in het assortiment opgenomen: de 65 pk-versie werd geüpgraded naar 70 pk (na de introductie van de Euro IV-emissienormen van januari 2005) en een krachtigere versie van 80 pk en 185 Nm (in de tweede helft van 2004). Een nieuwe 1.2 liter 16-kleppen motor (75 pk, 105 Nm) werd in de eerste helft van 2006 geïntroduceerd. Een versie met automatische transmissie kwam beschikbaar, maar alleen met de 1.4 16-kleppen benzinemotor.
Het nieuwe front werd vanaf 2003 in Zuid-Amerika overgenomen. In Brazilië werden twee motoren aangepast om ook te kunnen rijden op ethanol (bi-fuel): de 1.0-liter 16-kleppen (76 pk op benzine, 77 pk op ethanol) en de 1.6-liter 16-kleppen (110 pk op benzine, 115 pk op ethanol); terwijl in Argentinië tegen het einde van het jaar een cng-versie werd geïntroduceerd. Het interieur van het pre-faceliftmodel bleef behouden in de Zuid-Amerikaanse faceliftversie. In Colombia werd de automatische transmissie in 2004 toegevoegd aan de Symbol Expression en het nieuwe interieur van het facelift-model werd toegevoegd in 2008. Het Alizé-model omvatte elektrische raambediening voor en een bestuurdersairbag, de Expression voegde daar elektrische spiegels, een digitale klok, passagiersairbag, ABS en mistlampen aan toe. Het 2008-model omvatte ook een 1.6 liter benzinemotor, ter vervanging van de 1.4 liter.

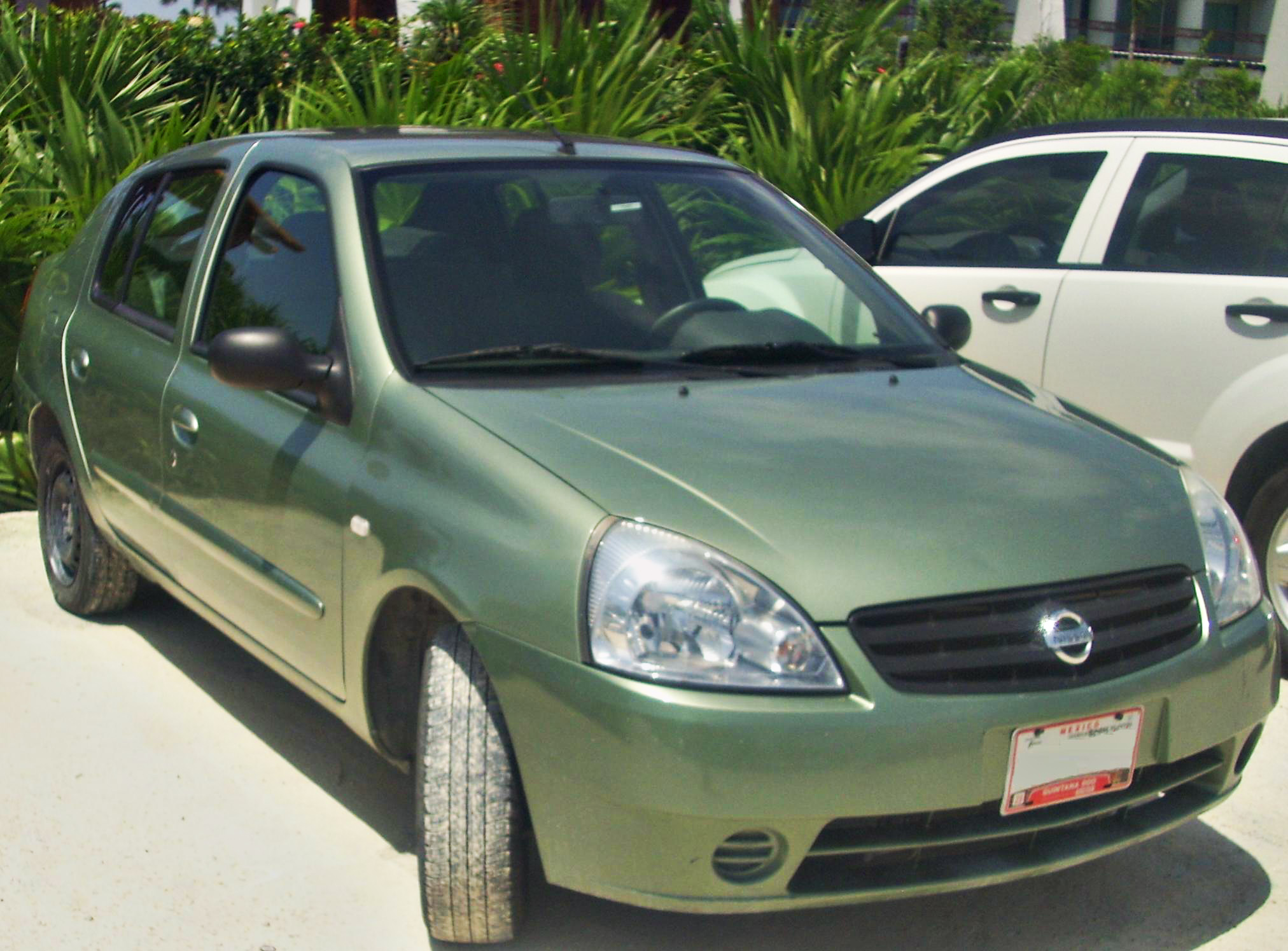
Nissan Platina (Mexico)

De Nissan Platina was alleen beschikbaar met de 1.6 liter 16-kleppen benzinemotor (110 pk). Het had vier uitrustingsniveaus, genaamd Grado Q, Grado K, Grado K plus en Grado A, net als de bovenste kaarten in een kaartspel. Vanaf het modeljaar 2008, veranderden ze naar Custom, Emotion, Premium en Premium A. De Platina werd verkocht met een handgeschakelde versnellingsbak of met een automatische met een overdrive-systeem.
In de eerste helft van 2005 werden er kleine wijzigingen aangebracht aan de Renault-modellen. Deze omvatten heldere achterlichten en zijknipperlichten, een enigszins aangepaste grille en sommige displays gingen van analoog naar digitaal.
Begin 2006 werd een verbeterde versie van de sedan aangeboden in Argentinië en Brazilië en vanaf de herfst in Europa. Aan de buitenkant had het model nu bumpers in carrosseriekleur en zonder sierlijsten, ongeacht het uitrustingsniveau. De vorm van de grille werd herzien en de kofferbak kreeg een nieuw handvat met het Renault-logo geïntegreerd, vergelijkbaar met het exemplaar dat op de Laguna werd gebruikt, evenals de nieuwe vormgeving van het Renault-woord. Er kwamen vier nieuwe kleuren beschikbaar en twee opvallende nieuwe velgontwerpen. Voor het Europese model en de Platina werd het interieur geüpgraded naar het interieur van de gefacelifte tweede generatie Clio, met een zeer klein aantal onderdelen in overeenstemming met de tweede generatie Mégane, evenals nieuwe standaard en optionele uitrusting, zoals automatische airconditioning en een cd-speler.
Dit model werd aangeboden in drie uitrustingsniveaus: Authentique, Expression en Dynamique. De Expression omvatte bestuurdersairbag, airconditioning, boordcomputer, elektrische spiegels, elektrische raambediening voor, cd-speler en in hoogte verstelbaar stuurwiel. De Dynamique voegde ook de passagiersairbag, ABS, elektrische raambediening achter, in carrosseriekleur gespoten deurgrepen en lichtmetalen velgen toe, hoewel ABS en de passagiersairbag optioneel ook op de lagere uitrustingsniveaus konden worden toegevoegd. Automatische airconditioning was beschikbaar als een extra optie.
Het model scoorde 12 punten van de 16 in een frontale crashtest uitgevoerd door het Russische tijdschrift Autoreview in 2002, dat werd beschouwd als gelijkwaardig aan het resultaat dat de hatchback-versie in de EuroNCAP-testen behaalde. Meer dan 600.000 exemplaren werden wereldwijd verkocht sinds de productiestart van dit model.

## Tweede generatie (2008-2013)

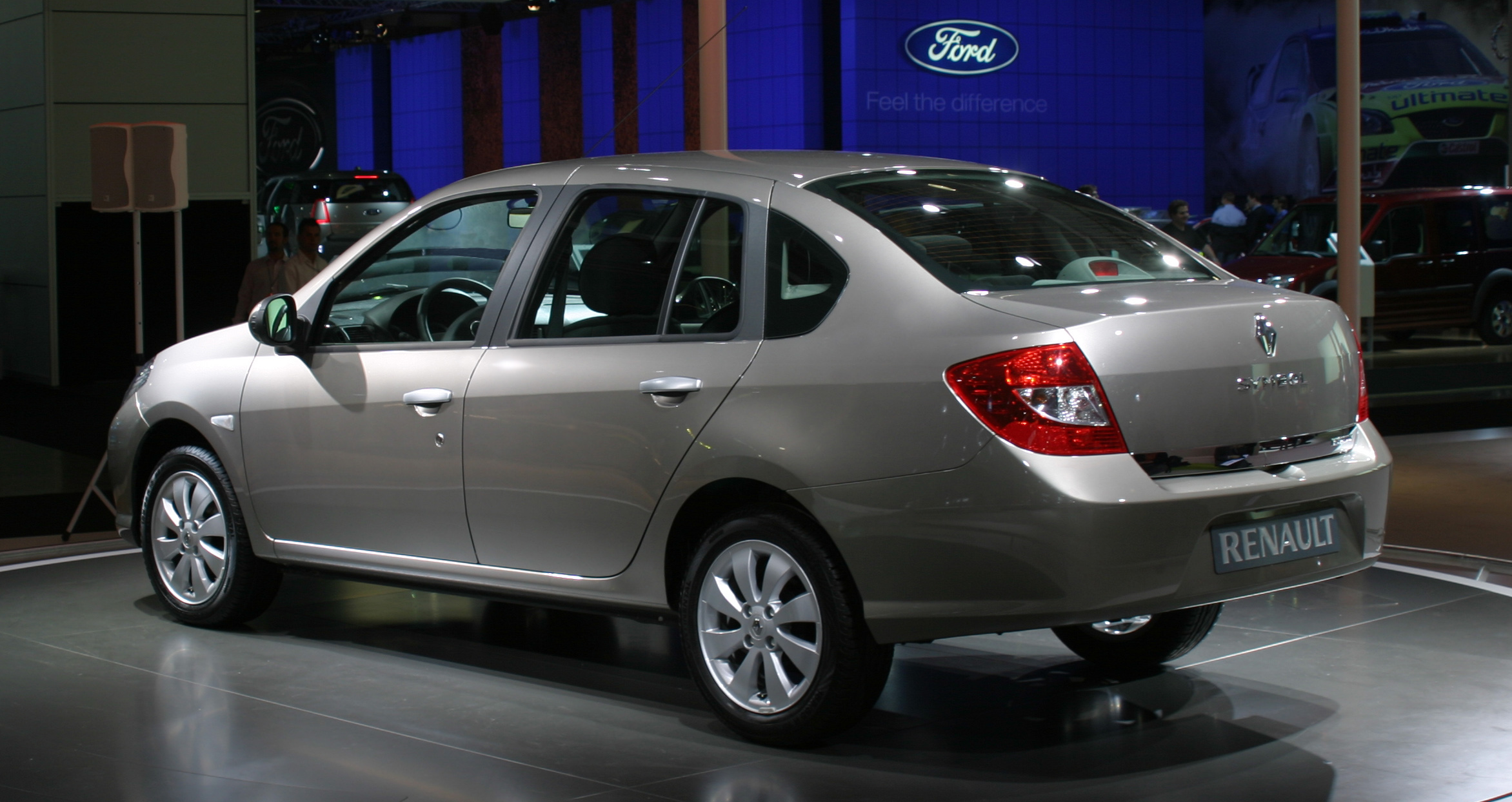
Tweede generatie Renault Symbol (2008)

De tweede generatie maakt gebruik van de techniek van de vorige generatie en heeft een ander ontwerp dan de derde generatie Clio. De naam Clio werd verruild voor alleen Symbol of Thalia op die markten waar deze naam nog werd gebruikt bij de vorige generatie.
De tweede generatie werd voor het eerst onthuld in augustus 2008 op de autotentoonstelling van Moskou en ging in de verkoop tussen september en november. De auto was 7 cm langer dan de vorige en had een bagageruimte van 506 liter.
De nieuwe Symbol was gezamenlijk ontworpen door de ontwikkelingsteams van Renault in Frankrijk, Turkije en Roemenië, voor landen in Oost- en Centraal-Europa, Rusland, Turkije, Noord-Afrika en de Perzische Golfstaten. De ontwikkeling van het project (codenaam L35) duurde 26 maanden. De belangrijkste productielocatie bleef de Oyak-Renault-fabriek in Bursa, Turkije, en vanaf 2009 werd het voor de Zuid-Amerikaanse markt ook in Santa Isabel, Argentinië gebouwd, alleen met de 1,6 liter-16-kleppenmotor vervaardigd.
Het model was verkrijgbaar in drie uitrustingsniveaus: Authentique, Expression en Privilège. Kenmerken van Authentique waren een bestuurdersairbag, toerenteller en voor- en achterbumpers in carrosseriekleur. De Expression voegde hydraulische stuurbekrachtiging, een boordcomputer, elektrische raambediening voor, in hoogte verstelbaar stuurwiel en voorstoelen, neerklapbare achterbank, hoofdsteunen achteraan, spiegels in carrosseriekleur en elektrische centrale vergrendeling met afstandsbediening toe. De Privilège voegde elektrische spiegels, lederen stuurwiel, mistlampen, elektrische raambediening achter en radio-cd-speler met mp3-afspeelfunctie toe.
Op het gebied van veiligheid bood de nieuwe Symbol een bestuurdersairbag, passagiersairbag, twee zijairbags (afhankelijk van de versie), antiblokkeersysteem (ABS) en elektronische remkrachtverdeling (EBD), versterking in voor- en achterdeuren, in hoogte verstelbare veiligheidsgordels vooraan, stuurbekrachtiging en parkeersensoren achteraan.
In december 2008 ontving de tweede generatie van de Renault Symbol de "Autobest 2009"-prijs, door een jury bestaande uit journalisten uit vijftien landen, voornamelijk opkomende markten in Oost- en Centraal-Europa.

## Derde generatie (2012-2021)

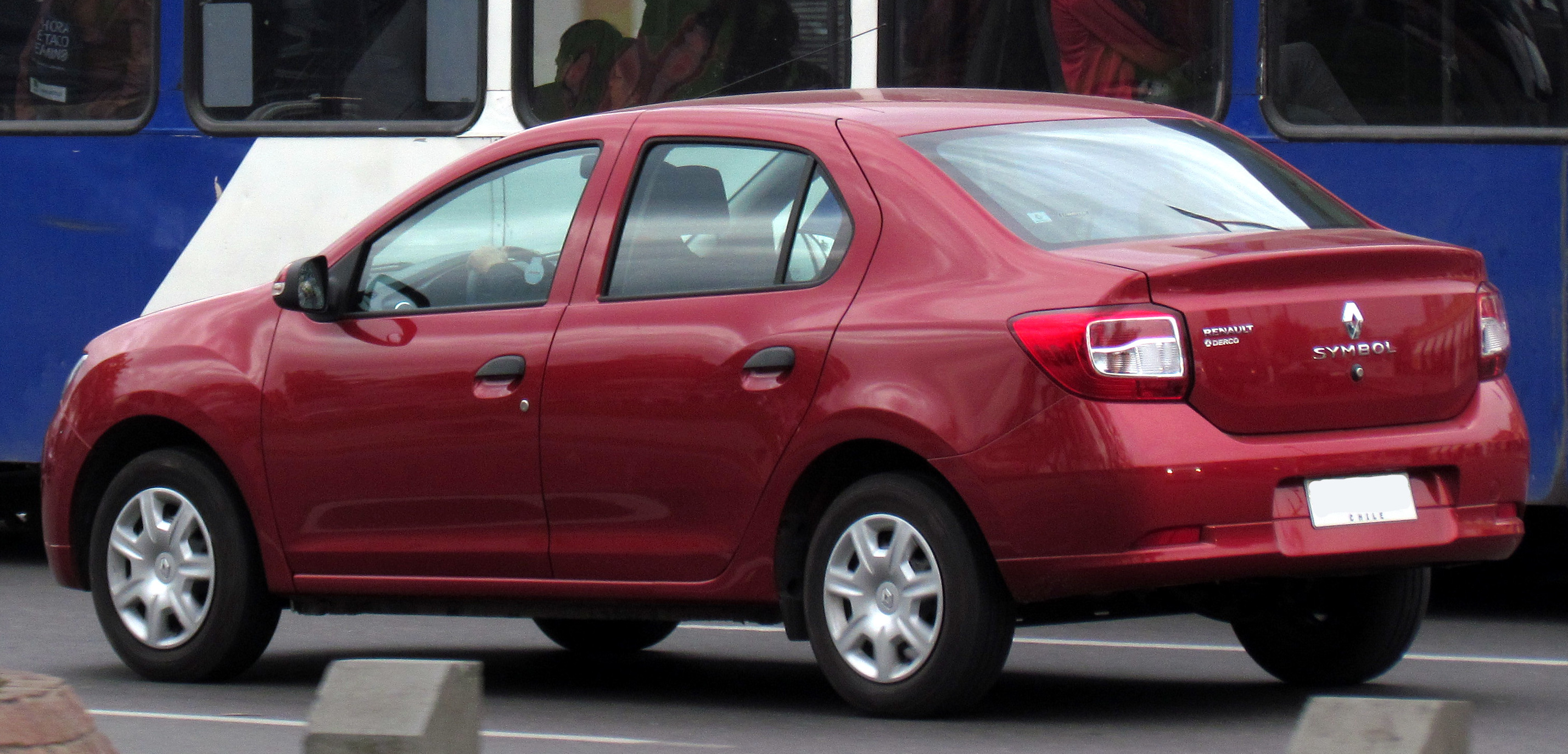
Derde generatie Renault Symbol (Chili)

De derde generatie werd onthuld op de autotentoonstelling van Istanboel in 2012 en is een gerebadgede versie van de tweede generatie Dacia Logan. Het model wordt vervaardigd in Bursa, Turkije, en werd vanaf begin 2013 verkocht op de Turkse markt en ook in Algerije en Tunesië.
Het model wordt sinds november 2013 ook geproduceerd en verkocht in Brazilië, net als de Renault Logan. In andere landen zoals Chili wordt het alleen op de markt gebracht als Renault Symbol.
In november 2014 begon de productie van de Renault-Symbol met de assemblage van CKD-sets in een nieuwe fabriek in Oran, Algerije. De productiecapaciteit is 25.000 eenheden per jaar, die uiteindelijk kan worden verhoogd tot 75.000 voertuigen per jaar.
De modellen voor Zuid-Amerika (waar het hoofdzakelijk wordt verkocht als de Renault Logan), Turkije en Algerije hebben kleine ontwerpverschillen, zowel aan de buitenkant als aan de binnenkant. In het interieur verschilt hoofdzakelijk het centrale deel van het dashboard, terwijl de buitenkant een ander front-ontwerp heeft, inclusief de nieuwe grote Renault-badge, gewijzigde koplampen en in de buitenspiegel gemonteerde richtingaanwijzers. Ook op het gebied van motoren en uitrustingsniveaus zijn er enkele verschillen.
In Turkije en later ook in Egypte is de Symbol vanaf 2021 opgevolgd door de Renault Taliant. Welke net als zijn voorganger een gerebadgede Dacia Logan sedan is.
In productie:
5 E-Tech · 
Arkana · 
Austral · 
Captur · 
Clio · 
Espace · 
Kadjar · 
Kangoo · 
Koleos · 
Master · 
Mégane · 
Mégane E-Tech · 
Rafale · 
Scenic E-Tech · 
Symbioz · 
Symbol · 
Trafic · 
Twingo · 
Twingo Electric · 
Zoe

Uit productie:
3 · 
4 · 
5 · 
6 · 
7 · 
8 · 
9 · 
10 · 
11 · 
12 · 
14 · 
15 · 
16 · 
17 · 
18 · 
19 · 
20 · 
21 · 
25 · 
30 · 
2CV · 
4CV · 
Avantime · 
Caravelle · 
Dauphine · 
Domaine · 
Estafette ·
Express · 
Floride · 
Fluence ·
Frégate · 
Fuego · 
Juvaquatre ·
Laguna · 
Latitude · 
Modus · 
Nervastella · 
Novaquatre · 
Ondine · 
Prairie · 
Primaquatre · 
Rodeo · 
Safrane · 
Savanne · 
Scénic · 
Spider · 
Talisman · 
Thalia · 
Twizy · 
Vel Satis · 
Vivasport · 
Vivastella · 
Wind